# Daníel Ágúst Haraldsson

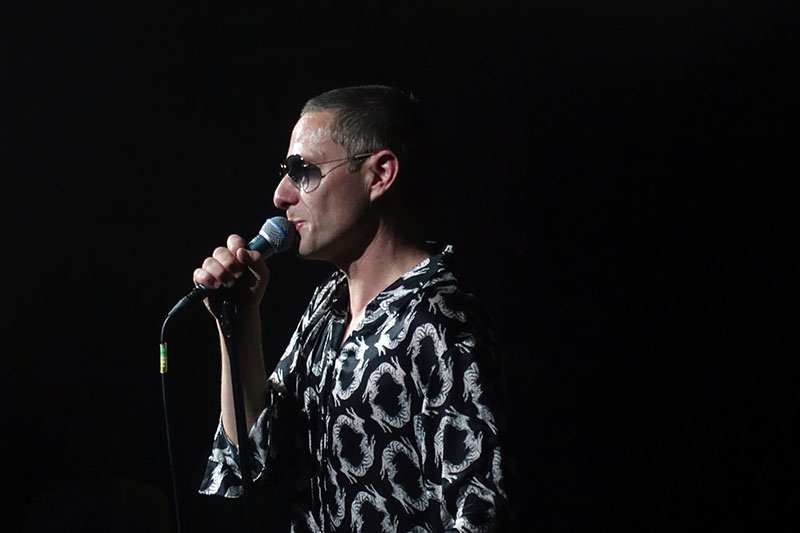
Daníel Ágúst Haraldsson (2016)

Daníel Ágúst Haraldsson (* 26. August 1969 in Stockholm, Schweden) ist ein isländischer Künstler. Er wuchs in Reykjavík auf.
Seit den 1980er Jahren komponiert Daníel Ágúst Musik verschiedener Stilrichtungen (Elektronische Musik, Rock, Blues, Country und experimentelle Musik) und singt in verschiedenen Bands oder solo. Er arbeitete außerdem als Schauspieler oder wirkte in verschiedenen Rollen bei Kunstfilm-Produktionen mit.

## Künstlerischer Werdegang
Daníel Ágúst vertrat Island beim Eurovision Song Contest 1989 mit dem Lied Það sem enginn sér (deutsch: Was niemand sieht). Er landete mit Null Punkten auf dem 22. und damit letzten Platz.
Mitte der 1990er Jahre gründete er während der Dreharbeiten zu einem Kurzfilm namens Pleasure die Band GusGus zusammen mit Sigurður Kjartansson, Stefán Árni Þorgeirsson, Herb Legowitz, Hafdís Huld, Magnús Jónsson, Birna Hafstein, Kjartan Guðjónsson, Stephan Stephensen, Baldur Stefánsson, Birgir Þórarinsson und Magnús Guðmundsson.
1996 unterschrieb GusGus einen Plattenvertrag mit dem Label 4AD, auf dem zwei Alben erschienen (Polydistortion und This is normal). Daníel Ágúst war bis ins Jahr 2000 einer der Lead-Sänger der Band, die er verließ, um sich auf andere Projekte zu konzentrieren.
In den folgenden Jahren schrieb Daníel Ágúst verschiedene Stücke für Soundtracks von Spielfilmen Den Einen oder keinen, Nurse Betty – Gefährliche Träume, 15 Minuten Ruhm, Leben oder so ähnlich und Dokumentarfilmen sowie Musik für Tanztheater.
Neben seinen musikalischen Aktivitäten arbeitete er zusammen mit Gabríela Friðriksdóttir an den Kunstfilmen Tetralogia, die bei der 51. Biennale in Venedig 2005 im isländischen Pavillon gezeigt wurden. Er zeichnete u. a. verantwortlich für den Schnitt der vier Kurzfilme. Mit Gabríela Kristin Friðriksdóttir arbeitete er an weiteren Kunstfilmen, die u. a. bei der Kunstfilmbiennale 2007 in Köln gezeigt wurden.
Im Februar 2006 erschien sein erstes Solo-Album Swallowed a Star auf dem Label One Little Indian Records. Die Stilrichtung dieses Werks ist am ehesten mit experimenteller Musik zu beschreiben. Das Album war kein kommerzieller Erfolg, erhielt aber gute Kritiken.
Seit Herbst 2006 singt er in der isländischen Blues-/Country-/Rockband Esja, die er zusammen mit dem isländischen Musikern Krummi gegründet hat. Das Debüt-Album der Band erschien am 15. August 2009.
Nachdem Daníel Ágúst auf den zwei GusGus-Alben Attention und Forever als Sänger/Songwriter mit jeweils einem Song vertreten war, ist er seit 2008 wieder festes Mitglied der Techno/Soul-Band.
Nach 24/7 erschien am 23. Mai 2011 auch das Album Arabian Horse auf dem Kölner Label Kompakt.

## Privatleben
Daníel Ágúst Haraldsson ist seit dem 13. Juni 1993 mit Gabríela Friðriksdóttir verheiratet. Das Paar hat seit 1989 eine Tochter, Daniela.

## Diskografie

### Alben
mit GusGus 
- 1995: GusGus
- 1997: Polydistortion
- 1999: This is normal
- 2009: 24/7
- 2011: Arabian Horse

mit Esja
- 2009: Esja

### Soloalben
- 2006: Swallowed A Star

### Kompilationen
- 1996: Úr söngleik – Stone Free
- 1997: Asking For Love
- 1998: For The MASSES (mit GusGus)
- 2000: Leikfélag Íslands – Allur skalinn

### Singles
- 1989: Það sem enginn sér
- 1996: Polyesterday (mit GusGus)
- 1997: Believe (mit GusGus)
- 1997: Standard Stuff For Drama (mit GusGus)
- 1999: Ladyshave (mit GusGus)
- 1999: V.I.P. (mit GusGus)
- 2005: If You Leave Me Now
- 2006: The Moss
- 2007: Moss (mit GusGus)

## Musikvideos
- Sparks Fly
- If You Leave Me Now
- Someone Who Swallowed A Star
- The Gray

## Kunstfilme mit Gabríela Kristin Friðriksdóttir
- 2005: Tetralogia, South
- 2005: Tetralogia, West
- 2005: Tetralogia, North
- 2005: Tetralogia, East
- 2006: Inside the Core
- 2007: Ouroboros